# 輝水鉛鉱
輝水鉛鉱（きすいえんこう、molybdenite）はモリブデンの硫化鉱物。モリブデンの名はこの鉱物に由来する。
化学組成は二硫化モリブデン（MoS2）で、比重4.7、モース硬度1-1.5、晶系は六方晶系。
見た目は雲母や石墨に類似しており、これらと同様に完全な劈開を持つが、条痕色（青黒）により区別可能。微量のレニウムを含む。

## 産出
おもに、高温型の熱水鉱床に石英に伴って産する。風化するとケヒリン石(koehilinite)という二次鉱物を生じる。

## 用途
モリブデンの原料、二硫化モリブデンの原料。